# Dúbravka (Bratysława)
Dúbravka (niem. Kaltenbrunn, węg. Hidegkút, Pozsony-Hidegkút, chor. Dubráva) – dzielnica Bratysławy, położona na północny zachód od centrum, w powiecie Bratysława IV. Położona jest pomiędzy Małymi Karpatami na północnym wschodzie, a górą Devínska Kobyla na południowym zachodzie.

## Historia
Tereny dzisiejszej dzielnicy mogły być już zasiedlone w epoce kamienia. Wykopaliska archeologiczne wykazały obecność Celtów, a także ruiny rzymskiego domu Villa Rustica. Później pojawili się tutaj Germanie. Słowianie w okolicy postawili piec szklarski, nie wiadomo jednak, czy teren dzisiejszej dzielnicy był zamieszkany. Pierwsza właściwa wieś pojawiła się prawdopodobnie w XIV lub XV wieku i była wsią służebną pobliskiego Zamku Devín i wchodziła w skład dóbr devíńskich. Pierwsza pewna pisemna wzmianka (nazwa Dúbrawa) pochodzi z 1574 lub 1576 i związana jest z kolonizacją chorwacką. W tym okresie Chorwaci osiedlili się w kilku wsiach wokół dzisiejszej Bratysławy. Przenosili się tutaj głównie z rodzinnych stron, zajętych przez Turków, które były w rękach rodziny Batory – byli oni również ówczesnymi właścicielami zamku w Devínie i postanowili przenieść swoich poddanych w bardziej bezpieczne miejsca. Proces osadnictwa (przebycie drogi z Chorwacji nad Dunaj, wykarczowanie lasów, budowana domów) mógł trwać nawet 12 lat – w tym czasie byli oni zwolnieni z pańszczyzny i innych powinności wobec pana. Ich potomkowie żyją do dzisiaj i posługują się własnym, specyficznym dialektem.

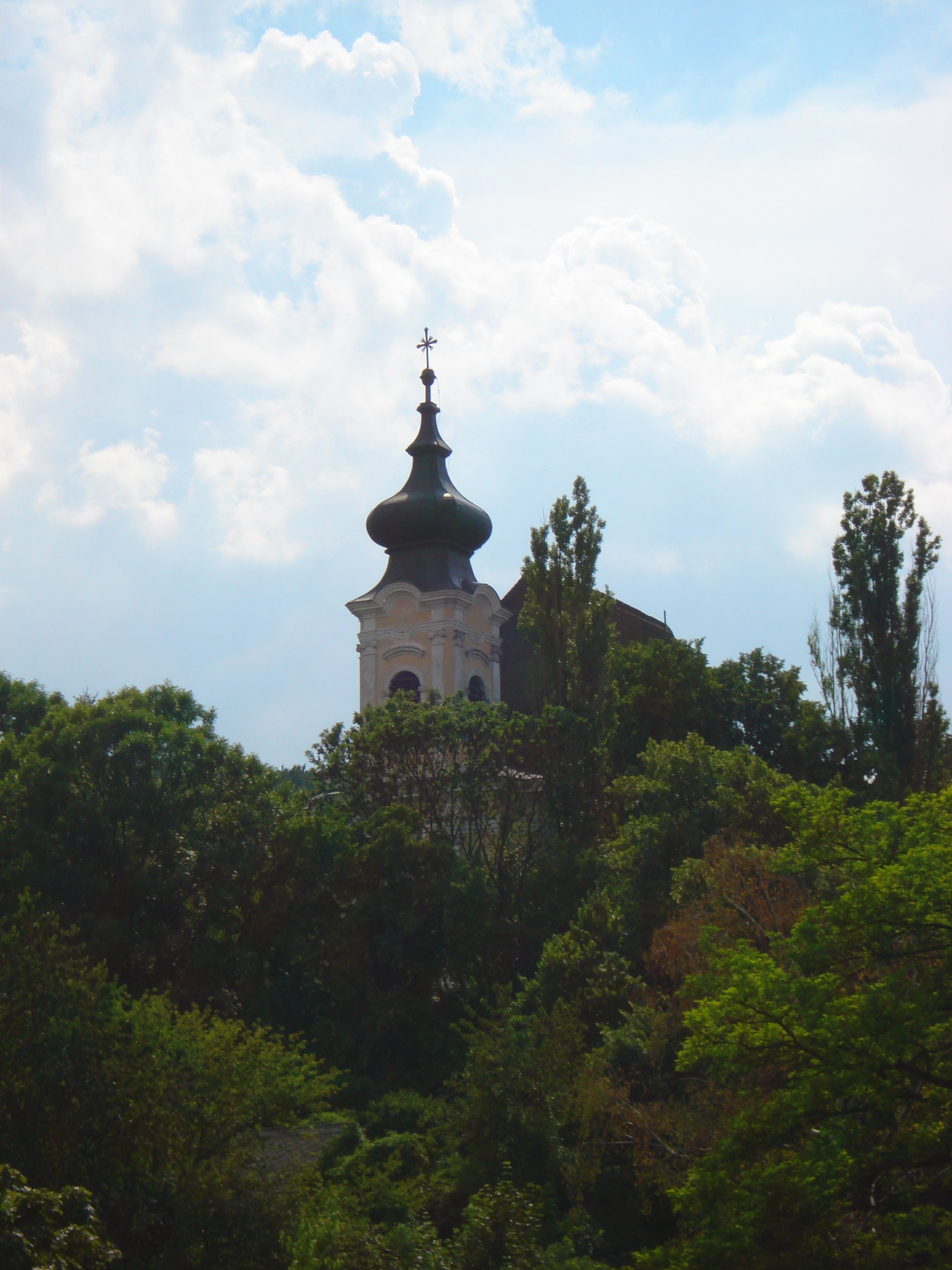
Kościół św. Kozmy i Damiana

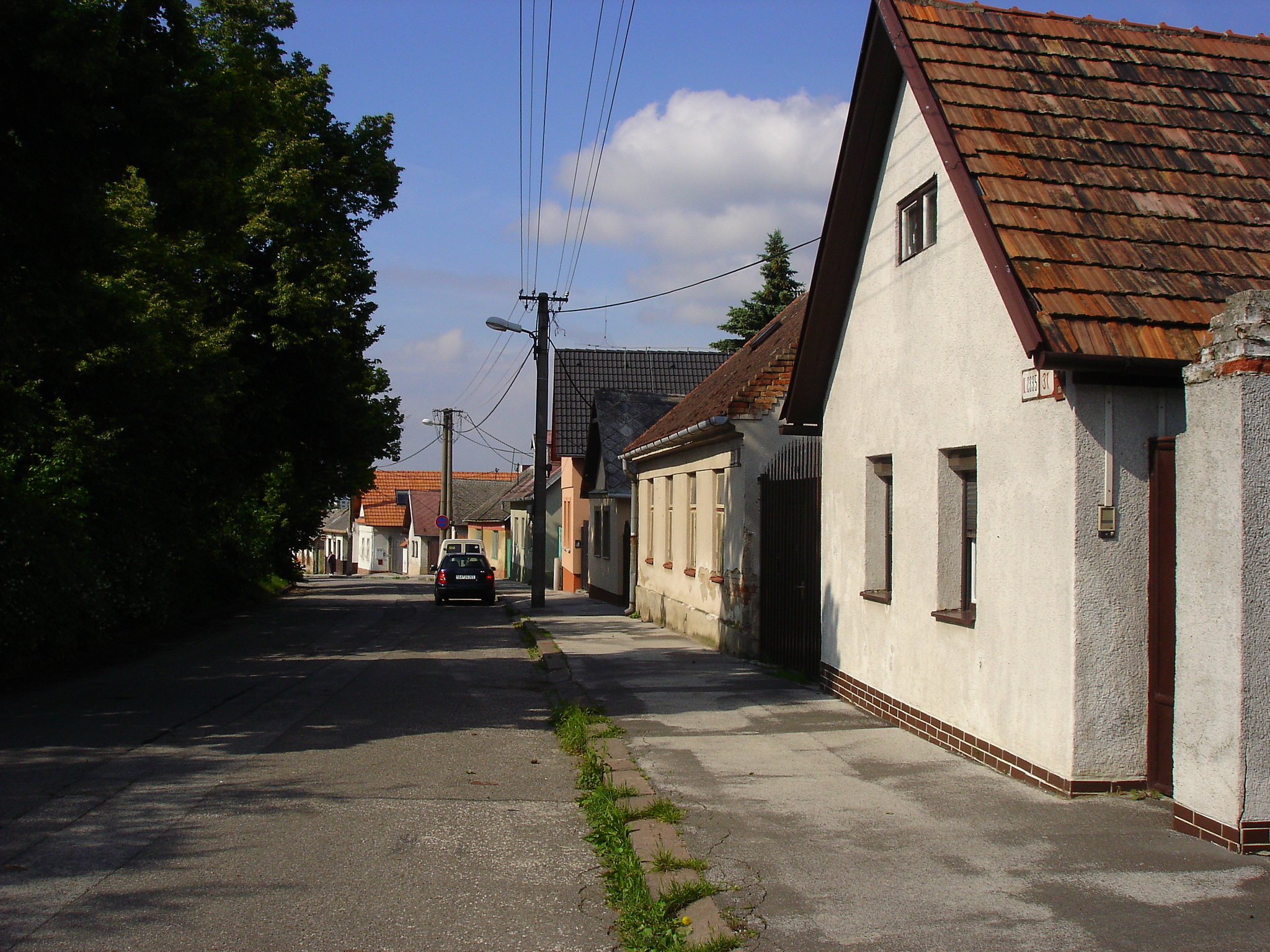
Stara Dúbravka

Pod koniec XVI wieku przez pewien okres Dúbravka stała się własnością kasztelana Michala Bay, który otrzymał ją w zamian za zasługi i wierną służbę, od rodziny Batory. Ponieważ nie był on szlachcicem spotkało się to z oburzeniem i protestami okolicznej szlachty.
Kolejnymi właścicielami wsi została rodzina Pálffy, która od XVII wieku do 1945 byli panami zamku w Devínie.
O wiosce wspomniano w dokumentach po raz kolejny w 1683, kiedy niedaleki Wiedeń był oblegany przez Turków – prawdopodobnie została wówczas spalona przez przemieszczające się wojska.
Urbarz z 1768 wymienia 58 mieszkańców – trudnili się oni rolnictwem i winiarstwem. W okresie między dniem św. Michała a św. Jerzego mogli oni, zamiast odrabiać pańszczyznę, produkować własne wino, a potem sprzedawać swoje zbiory na targach w Bratysławie i Wiedniu. Ich kultura oraz tryb życia był i jest charakterystyczny dla regionu Záhorie.
Wiek XIX przyniósł na wieś kilka nieszczęść – najpierw, w 1809, Dúbravka została spalona przez wojska napoleońskie. W 1831 wybuchła w okolicy epidemia, podobnie jak w 1866, podczas wojny austriacko-pruskiej, w której dodatkowo wieś po raz kolejny została spalona. Częste niszczycielskie działanie ognia sprawiło, że w 1889 zaczęła działać straż pożarna.
W II połowie XIX wieku większość mieszkańców Dúbravki pracowała w ówczesnym Pozsony, często na kolejach. Od 1908 wieś miała własny, amatorski teatr. Od 1911 zaczęto tutaj budować drewniane domki letniskowe (tzw. Tavaríkova kolónia), do których przyjeżdżali letnicy. Przed I wojną światową 96% mieszkańców wsi było Słowakami.
I wojna światowa spowodowała spadek dochodów z winiarstwa. Od 1919 Dúbravka znalazła się w granicach Czechosłowacji i wówczas władze rozparcelowały majątki rodziny Pálffy. W 1926 na ulicach pojawiło się oświetlenie elektryczne, w 1935 oddano do użytku nową szkołę, w 1936 zaczął działać wodociąg i pierwsze telefony, a w 1938 dom kultury. Działało tutaj także kąpielisko, kino, wiejska biblioteka i czytelnia. Większość mieszkańców trudniła się winiarstwem (powstało wiele zakładów i firm winiarskich), pozostali pracowali w kamieniołomach w Devińskiej Nowej Wsi albo w Bratysławie.
W marcu 1939 teren wsi zajęło wojsko niemieckie, gdyż według początkowych planów miała ona zostać włączona do III Rzeszy. Ostatecznie do Niemiec przyłączono tylko Devín oraz Petržalkę, a Dubravkę Niemcy opuścili w kwietniu 1939.
5 kwietnia 1945 wieś obsadziła Armia Czerwona. Rok później włączono ją w granice Bratysławy, ale nadal dominowała tutaj niska, zabytkowa, wiejska zabudowa (w latach 60. objęta ochroną). Zmieniło się to w latach 70. XX wieku, kiedy pojawiły się blokowiska, zupełnie niepasujące do dotychczasowego charakteru dzielnicy. Mimo to w latach 80. uznano dawną wieś oraz niektóre okoliczne lasy i ogrody za tereny rekreacyjne. Dopiero w 1952 uruchomiono połączenie autobusowe z centrum Bratysławy.
Do dzisiaj winiarstwo jest znakiem charakterystycznym Dúbravki. Obecnie planowane są dalsze kroki w celu urbanizacji i przebudowy dzielnicy – m.in. powstał projekt wybudowania wokół głównej ulicy centrum, którego nigdy tutaj nie było.

## Zabytki

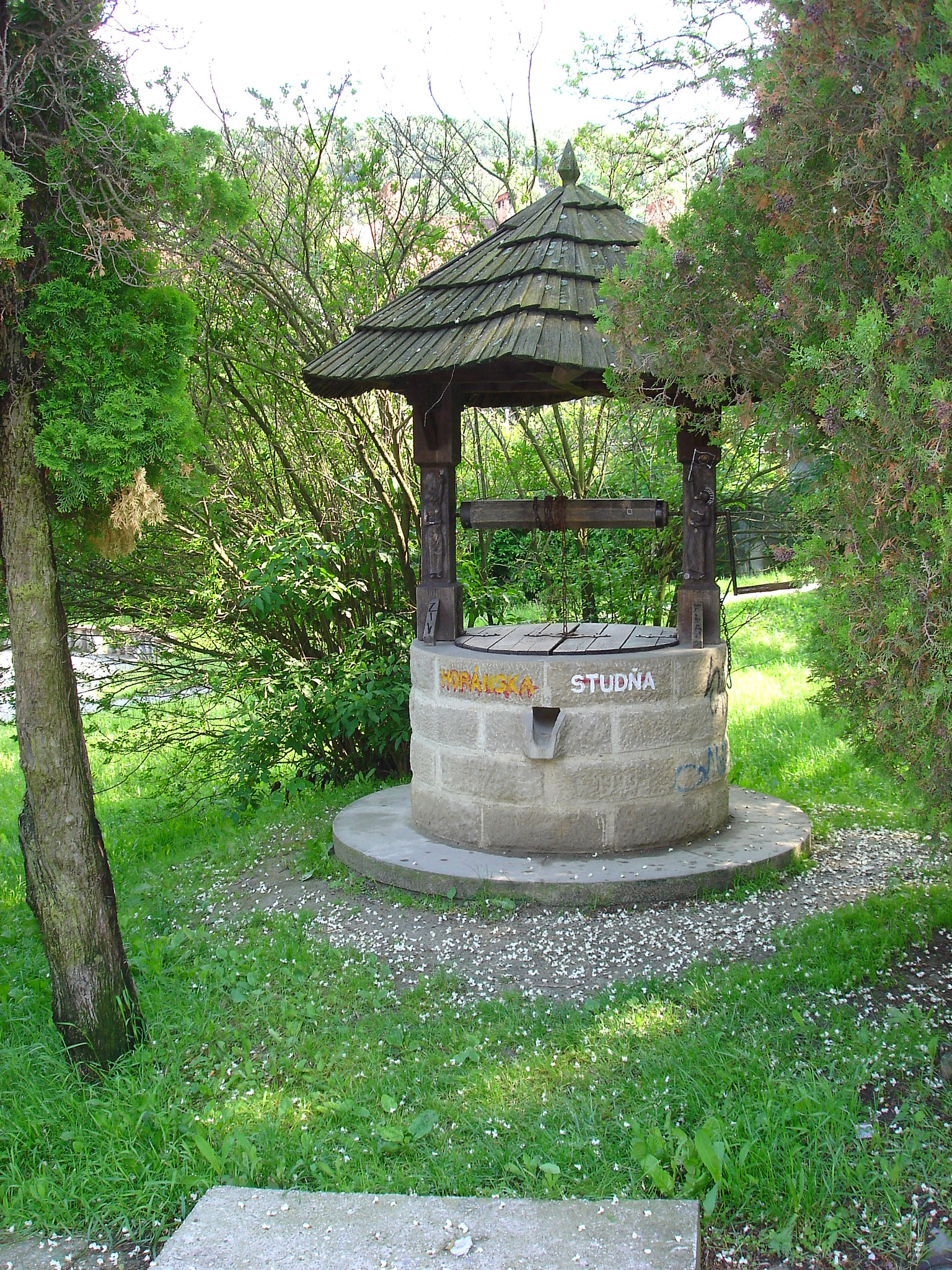
Horánska studňa

- kościół św. Kosmy i Damiana, wybudowany w 1723 za zgodą właścicieli devińskiego zamku.
- Horánska studňa – według legendy studnia, która w przeszłości nigdy nie wysychała. Znajduje się w herbie dzielnicy.
- Villa Rustica – ruiny rzymskiego domu, przykład architektury prowincjonalnej z czasów cesarstwa rzymskiego,
- pomniki poległych w wojnie austriacko-pruskiej (postawiony w 1867) i I wojnie światowej (z 1936),
- dwie kapliczki (z końca XVI i połowy XIX wieku)
- rzeźby św. Floriana i św. Wendelina (nie ustalono ich wieku), krzyże pamiątkowe (tzw. Kamienny, prawdopodobnie z I połowy XVIII wieku i tzw. Czerwony, postawiony w miejscu, gdzie wytrysnęło źródełko).

W 2002 w dzielnicy poświęcono nowy kościół pw. Ducha Świętego.
Cała okolica słynie z terenów zielonych, dużej ilości lasów, sadów oraz winnic.

## Podział dzielnicy
Dzielnica Dúbravka dzieli się, nieoficjalnie, na cztery części
- Podvornice
- Záluhy
- Krčace
- Dúbravčice

## Sport
Znajdują się tutaj dwa kluby piłkarskie – FK CRA w tzw. Starej Dubravce oraz FK Dúbravka. W dzielnicy mieści się również klub hokeja na lodzie HOBA Bratislava, posiadający własne kryte lodowisko.

## Znane postacie pochodzące z Dúbravki
- Gustáv Husák – komunistyczny polityk, prezydent Czechosłowacji